# José Martín Colmenarejo Pérez
José Martín Colmenarejo Pérez (Madrid, 7 d'abril de 1936 – Sòria, 27 de novembre de 1995) va ser un ciclista espanyol, que fou professional entre 1960 i 1966. Els seus principals èxits esportius els aconseguí a la Volta a Espanya, on guanyà una etapa en l'edició de 1965 i la segona posició final en l'edició de 1963.

## Palmarès
- 1961
  - Vencedor d'una etapa de la Volta a Catalunya
- 1962
  - 1r a Cartagena
- 1963
  - 1r a la Volta a Llevant i vencedor d'una etapa
  - Vencedor d'una etapa de la Volta a Suïssa
- 1964
  - Vencedor d'una etapa de la Volta a Suïssa
- 1965
  - Vencedor d'una etapa de la Volta a Espanya

### Resultats a la Volta a Espanya
- 1961. 39è de la classificació general
- 1963. 2n de la classificació general
- 1965. 32è de la classificació general

### Resultats al Giro d'Itàlia
- 1964. 33è de la classificació general